# Uspantán
Uspantán är en kommunhuvudort i Guatemala.   Den ligger i departementet Departamento del Quiché, i den centrala delen av landet, 90 km norr om huvudstaden Guatemala City. Uspantán ligger 2 349 meter över havet och antalet invånare är 4 714.
Terrängen runt Uspantán är bergig norrut, men söderut är den kuperad. Uspantán ligger uppe på en höjd. Runt Uspantán är det ganska glesbefolkat, med 29 invånare per kvadratkilometer. Uspantán är det största samhället i trakten. I omgivningarna runt Uspantán växer huvudsakligen savannskog.